# Varroidae
Varroidae(лат.) — родина паразитичних гамазових кліщів із ряду Mesostigmata, які використовують медоносних бджіл як маріонеток (вароатоз). 

## Опис
Дорослі кліщі паразитують на бджолах і їх личинках, споживаючись їх жировим тілом.
Сімейство включає 6 видів у 2 родах (їх іноді об'єднують у складі роду Varroa, разом з яким вони утворюють сімейство): 
- Рід Varroa Oudemans, 1904 (який має 4 види);
  - Varroa destructor
- Рід Euvarroa Delfinado et Baker, 1974 (який має 2 види).